# National Park Service
National Park Service (förkortning: NPS) är en amerikansk federal myndighet, ingående i USA:s inrikesdepartement, som förvaltar landets nationalparker, fridlysta naturformationer samt fornlämningar och historiska fastigheter med olika beteckningar.

## Bakgrund

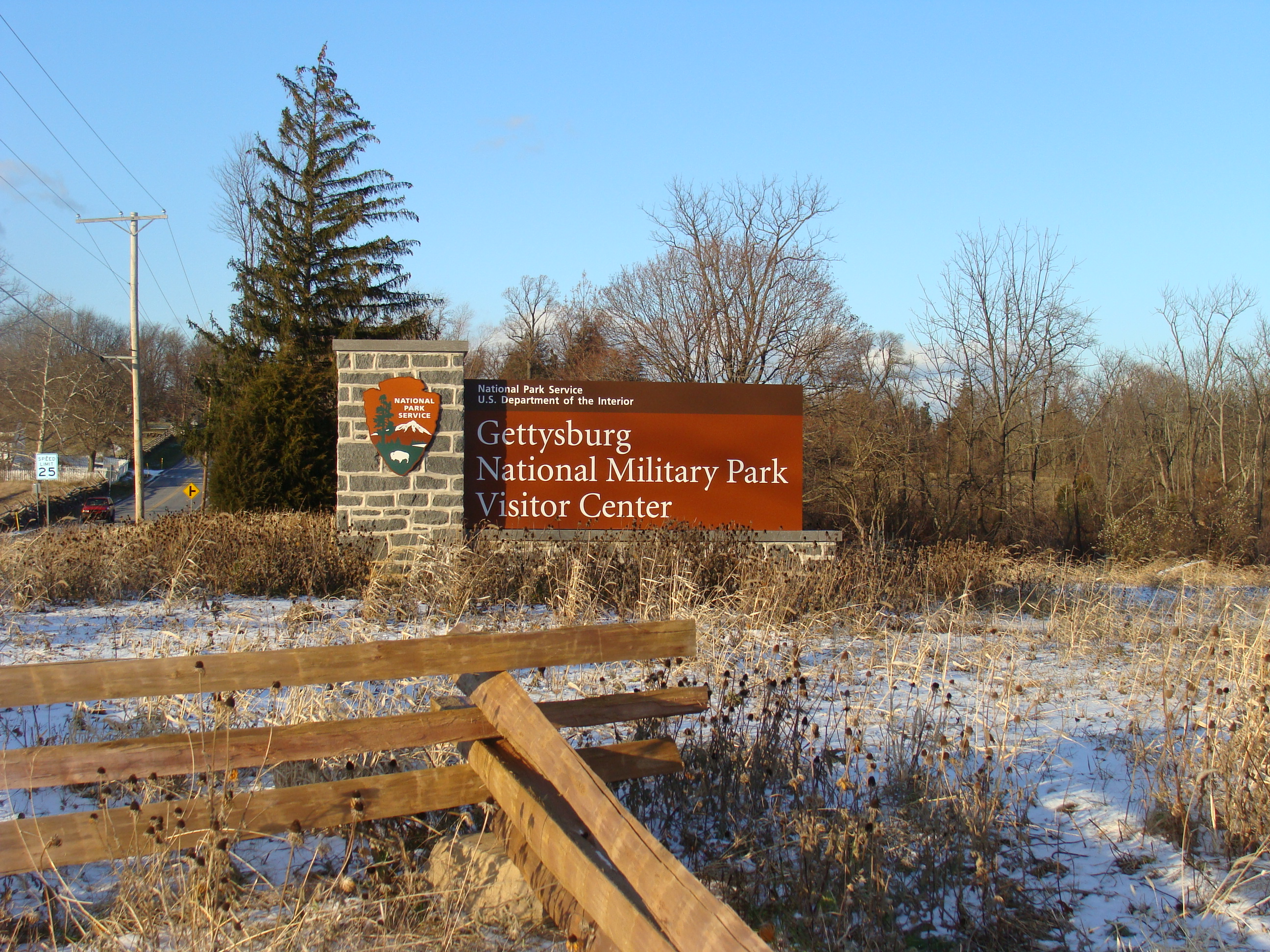
Välkomstskylt till besökscentrumet för slagfältet i Gettysburg.

Myndigheten skapades den 25 augusti 1916 av genom lag stiftad av USA:s kongress.. Dess 21 989 anställda övervakar 397 enheter, varav 58 är nationalparker.
NPS förvaltar bland annat:
- National Monuments
- National Historical Park
- National Memorials
- National Historic Trail
- U.S. National Heritage Area
- National Recreation Areas
- National Wild and Scenic River
- U.S. National Lakeshore
- National Seashore
- National Battlefields and Military Parks
- Utvalda National Cemeteries (flertalet förvaltas av USA:s veterandepartement)

United States Park Police ingår i NPS.